# Vernon Hodge
Vernon Hodge – anguilski trener piłkarski.

## Kariera trenerska
Od 2003 do 2004 oraz od 2005 do 2007 prowadził reprezentację Anguilli.